# Lygisma inflexum
Lygisma inflexum là một loài thực vật có hoa trong họ La bố ma. Loài này được (Costantin) Kerr mô tả khoa học đầu tiên năm 1939.